# Kinga Achruk
Kinga (Byzdra) Achruk (Puławy, 1989. január 9. –) lengyel kézilabdázó, irányító.

## Pályafutása
Kinga Achruk 1997-ben kezdett kézilabdázni a lengyel JKS Jarosław csapatában, amely klubnak abban az időben édesanyja, Małgorzata is tagja volt. Achruk ezt követően kisebb csapatokban – Orliku Lublin, SMS Gliwice és SPR Lublin Safo –  játszott. 2008-ban aláírt a lengyel első osztályú Zagłębie Lubinhoz, akikkel 2011-ben lengyel bajnokságot, 2009-ben, 2011-ben és 2013-ban pedig lengyel kupát nyert. 2013 nyarán aláírta a montenegrói Budućnost Podgorica csapatához. A  Budućnosttal bajnokságot és a montenegrói kupát nyert 2014-ben, 2015-ben, 2016-ban és 2017-ben, 2015-ben pedig a legrangosabb klubsorozatban, a Bajnokok Ligájában is első helyen végeztek. A 2017–2018-as szezon előtt visszaigazolt a Zagłębie Lubinhoz.
2017 novemberéig összesen 157 válogatott mérkőzésen lépett pályára a lengyel válogatottban, 2013-ban tagja volt a világbajnoki negyedik helyezett csapatnak.

## Magánélet
Férje a szintén válogatott kézilabdázó, Łukasz Achruk.

## Sikerei, díjai
- Bajnokok Ligája:
  - Győztes: 2015
  - Döntős: 2014
- Kárpát-kupa:
  - Győztes: 2017

## További információ
- Adatlapja a Lengyel Kézilabda-szövetség oldalán